# Aroldo
Aroldo  è un nome proprio di persona italiano maschile.

## Varianti
- Maschili: Araldo, Arioldo, Arioaldo, Ariovaldo, Cariovaldo
  - Ipocoristici: Ario

### Varianti in altre lingue
- Anglosassone: Hereweald[1]
- Catalano: Harald
- Danese: Harald[1]
- Germanico: Cariovalda[2], Chariovalda[1], Hariwald[1], Hariald[2], Heriold[2], Herold[2], Arioald[2], Ariald[2]
- Inglese: Harold[1]
  - Ipocoristici: Hal[1], Harry[1]

- Inglese antico: Hereweald[3]
- Irlandese: Arailt, Arald
- Islandese: Haraldur[1]
- Medio inglese: Arold[3], Eral[3], Herald[3], Herold[3], Herolt[3]
- Latino: Haraldus
- Lettone: Haralds

- Lituano: Haraldas
- Norreno: Haraldr[1]
- Norvegese: Harald[1]
- Portoghese: Haroldo[1]
- Spagnolo: Haroldo[1]
- Svedese: Harald[1]
- Tedesco: Harald[1]

## Origine e diffusione
Si tratta di uno dei più antichi nomi germanici, attestato fin dal I secolo nella forma Cariovalda, dalla quale discendono le arcaiche forme italiane Arioaldo, Ariovaldo e simili. La forma odierna del nome, Aroldo, è un adattamento dell'inglese Harold, derivante dai nomi imparentati Hereweald (anglosassone) o Haraldr (norreno), quest'ultimo diffuso fra i coloni scandinavi in Inghilterra.
Etimologicamente, il nome è composto dai termini hari (o here, "esercito") e vald (o wald, weald "capo", "signore"), e può essere interpretato come "comandante dell'esercito". L'origine è la stessa del termine "araldo".
Il nome venne portato da cinque re di Norvegia, tre di Danimarca e due d'Inghilterra, e da esso potrebbe essere derivato il nome norvegese Arild. Per quanto riguarda la lingua inglese, nonostante Aroldo II d'Inghilterra sia stato sconfitto e ucciso dai normanni nella battaglia di Hastings, il nome sopravvisse alla loro conquista ed è attestato in diverse varianti medievali, dalle quali si sono poi originati svariati cognomi. È stato poi riportato in voga nel XIX secolo, nella forma Harold.

## Onomastico
L'onomastico si può festeggiare il 1º novembre, in ricordo di sant'Aroldo I di Danimarca, detto "Denteazzurro", re di Danimarca e martire. Il 25 marzo era ricordato anche in memoria di sant'Aroldo di Gloucester, fanciullo presunto martire per mano degli ebrei.

## Persone

Aroldo Tieri

- Aroldo I di Danimarca, re di Danimarca
- Aroldo I d'Inghilterra, re d'Inghilterra
- Aroldo II d'Inghilterra, re d'Inghilterra
- Aroldo Bonzagni, pittore italiano
- Aroldo Lindi, tenore svedese
- Aroldo Tieri, attore italiano
- Aroldo Tolomelli, partigiano e politico italiano
- Aroldo Vaccari, calciatore italiano

### Variante Araldo

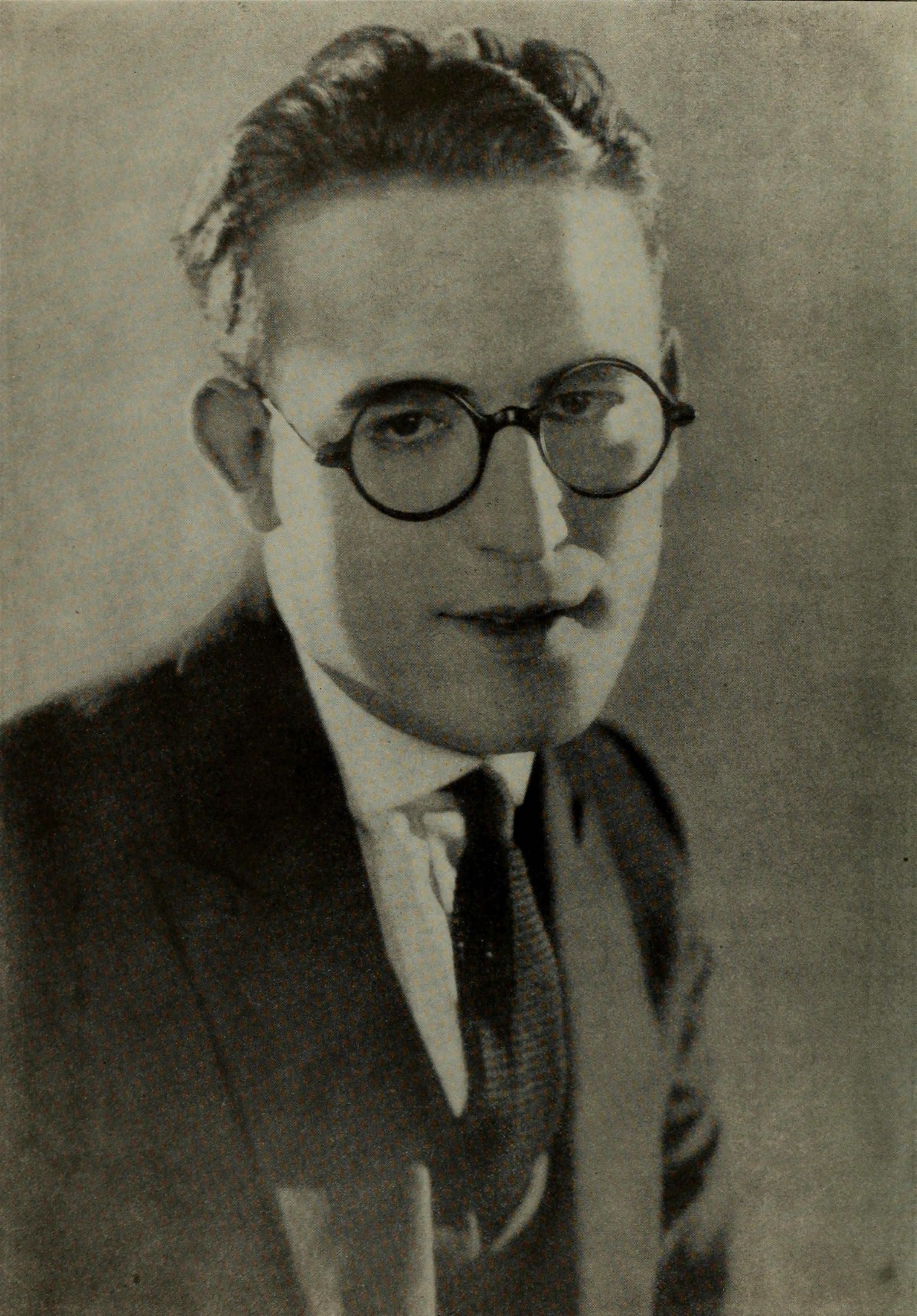
Harold Lloyd

- Araldo Caprili, calciatore italiano
- Araldo Collesi, calciatore italiano
- Araldo di Crollalanza, giornalista e politico italiano
- Araldo Pirola, calciatore italiano

### Variante Harold
- Harold Kroto, chimico britannico

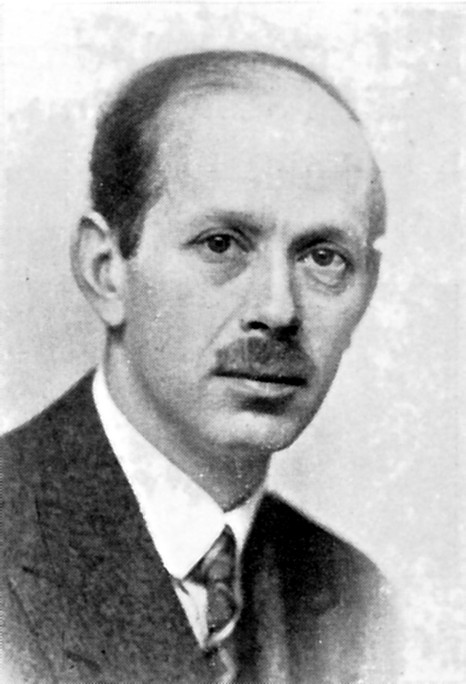
Harald Sverdrup

- Harold Lloyd, attore, regista e produttore cinematografico statunitense
- Harold Perrineau Jr., attore statunitense
- Harold Pinter, drammaturgo, regista e attore teatrale britannico
- Harold Ramis, attore, sceneggiatore, regista e produttore cinematografico statunitense
- Harold Urey, chimico statunitense
- Harold Varmus, medico statunitense

### Variante Harald
- Harald di Danimarca, principe danese
- Harald I di Norvegia, re di Norvegia
- Harald III di Norvegia, re di Norvegia
- Harald Maddadsson, Conte delle Orcadi e Mormaer di Caithness
- Harald Ertl, pilota automobilistico e giornalista austriaco
- Harald Nielsen, calciatore danese
- Harald Sverdrup, oceanografo e meteorologo norvegese
- Harald zur Hausen, medico tedesco

### Variante Haraldur
- Haraldur Björnsson, calciatore islandese
- Haraldur Freyr Guðmundsson, calciatore islandese
- Haraldur Ingólfsson, calciatore islandese

### Altre varianti
- Arioaldo, re dei Longobardi e re d'Italia
- Arioldo Arioldi, partigiano italiano

## Il nome nelle arti
- Aroldo è un personaggio dell'opera omonima di Giuseppe Verdi.
- Harold è un personaggio del poema di Byron Childe Harold's Pilgrimage. Il poema ispirò il compositore Hector Berlioz, che nel 1834 scrisse la sinfonia Aroldo in Italia.
- Aroldo il bucaniere è un personaggio della serie a fumetti Baldo.
- Harald il Vecchio è un personaggio dello Hversu Noregr byggðist.
- Harald Becker è stato un personaggio della soap opera La strada per la felicità.
- Harold Button è un personaggio della serie di romanzi della Tetralogia di Bartimeus, scritta da Jonathan Stroud.
- Harold Chasen è un personaggio della commedia di Colin Higgins Harold et Maude, e del film del 1971 da esso tratto Harold e Maude, diretto da Hal Ashby.
- Harold Finch è un personaggio della serie televisiva Person of Interest
- Harold Lee è un personaggio del film del 2008 Harold & Kumar Escape from Guantanamo Bay, diretto da Jon Hurwitz e Hayden Schlossberg.
- Harold McGrady è un personaggio della serie animata A tutto reality.
- Harold Smith è un personaggio della serie televisiva I segreti di Twin Peaks.
- Harold SquarePants è un personaggio della serie animata Spongebob.
- Harold McBride è un personaggio della serie A casa dei Loud.